# Благовещение Богородично (Врастама)
„Благовещение Богородично“ (на гръцки: Εὐαγγελισμός τῆς Θεοτόκου) е възрожденска православна църква, разположена в село Врастама (Враста) на Халкидическия полуостров. Храмът е отличен пример за халкидическата църковна архитектура от XIX век. 
Църквата е построена в 1814 година на хълм в югозападния край на селото на нисък, изолиран хълм, на който има следи от праисторическо селище. Размерите на църквата са 27,5 m дължина, 15,5 m ширина и 9,5 m височина. Църквата, подобно на всички други на полуострова, е изгорена в 1821 година по време на Халкидическото въстание и от нея остават само стените. Интересна е архитектурата на нартекса, както и красивите каменни релефи над прозорците.
С художествена стойност е и интериорното оформление, възстановено в началото на 30-те години на XIX век. Централният кораб е посветен на Благовещението и на Свети Георги, в северния кораб е параклисът „Свети Модест“, а в южния – „Свети Харалампий“. Основните царски икони са от 1834 година – „Христос Вседържител“, „Света Богородица Одигитрия“, „Благовещение Богородично“, „Свети Георги“, „Свети Атанасий“. Част от иконите са на Макарий Галатищки, други са на зографи от Вавдос, Полигирос, Леригово, както и на светогорските майстори Йоасаф и Агапий. Иконостасът е от 80-те години на XIX век. Таванът е с ефектна украса от дъски и летви и красива дърворезба. Резбовани са и владишкият трон, аналоят и олтарните врати, като всички те са дело на майсторите направили иконостаса. Ценни са и шестнадесетте стъклени кандила, уникални за Халкидика, дело на европейска работилница.